# Hygromiidae
Famille
Les Hygromiidae sont une famille d'escargots (des gastéropodes terrestres) appartenant à l'ordre des Stylommatophora.
Ce sont des escargots de taille plutôt petite à moyenne. On les repère le plus facilement en été lorsqu'ils sont en phase d'estivation sur les plantes ou des poteaux ou objets divers.

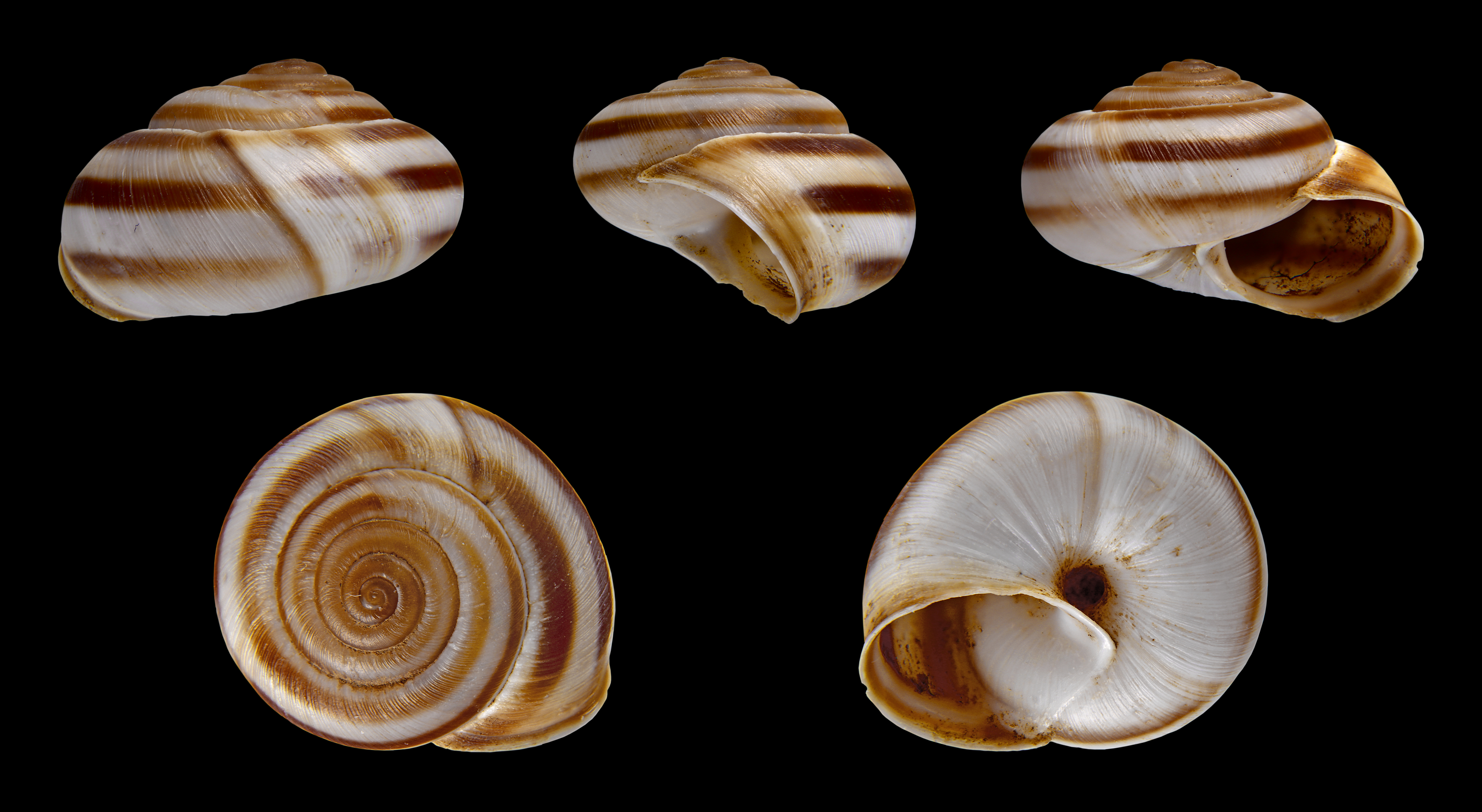
Metafruticicola lecta

## Liste des taxons subordonnés
- Sous-famille Archaicinae Schileyko, 1978
  - Genre : Archaica Schileyko, 1970 
    - Sous-genre Alvaradoa  Ibañez & Alonso 1994
      - Espèce Canariella huttereri  Ponte-Lira & Groh, 1994
      - Espèce Canariella multigranosa  (Mousson, 1872)
      - Espèce Canariella pthonera  (J. Mabille, 1883)

    - Sous-genre Canariella  P. Hesse 1918
      - Espèce Canariella berthelotii  (D'Orbigny, 1836)
      - Espèce Canariella discobolus  (Shuttleworth, 1852)
      - Espèce Canariella eutropis  (Shuttleworth, 1860)
      - Espèce Canariella falkneri  Alonso, Ibanez & Ponte-Lira, 2002
      - Espèce Canariella fortunata  (Shuttleworth, 1852)
      - Espèce Canariella gomerae  (Wollaston, 1878)
      - Espèce Canariella hispidula  (Lamarck, 1822)
      - Espèce Canariella lanosa  (Mousson, 1872)
      - Espèce Canariella leprosa  (Shuttleworth, 1852)
      - Espèce Canariella planaria  (Lamarck, 1822)
      - Espèce Canariella subhispidula  (Mousson, 1872)

    - Sous-genre Gara  Alonso & Ibañez, 2002 
      - Espèce Canariella bimbachensis  Ibanez & Alonso, 2002
      - Espèce Canariella ronceroi  Ponte-Lira, 2002

    - Sous-genre Salvinia  Alonso, Ibañez & Ponte-Lira, 2003 
      - Espèce Canariella squamata  Alonso, Ibanez & Ponte-Lira, 2003
      - Espèce Canariella tenuicostulata  Alonso, Ibanez & Ponte-Lira, 2003
      - Espèce Canariella tillieri  Alonso, Ibanez & Ponte-Lira, 2003

    - Sous-genre Simplicula  Ponte-Lira & Alonso, 1997 
      - Espèce Canariella plutonia  (R.T. Lowe, 1861)
      - Espèce Canariella giusti   Ibañez & Alonso, 2006 (endémique de l'île Tenerife, îles Canaries)
- Sous-famille Ciliellinae Schileyko, 1970
  - Tribu Canariellini Schileyko, 1989 –
    - Genre Canariella  Hesse, 1918

  - Tribu Ciliellini Schileyko, 1970
    - Genre Ciliella  Mousson, 1872
    - Genre Haplohelix  Pilsbry, 1919
    - Genre Schileykiella  Manganelli, Sparacio & Giusti, 1989
    - Genre Ciliellopsis Giusti & Manganelli, 1990
    - Genre Montserratina Ortiz de Zarate Lopez, 1946
    - Genre Thyrreniellina Giusti & Manganelli, 1989
- Sous-famille Euompaliinae Schileyko, 1978
  - Tribu Euompaliini Schileyko, 1978
    - Genre Ashfordia  Taylor, 1917
    - Genre Boemica  Schileyko, 1978
    - Genre Cyrnotheba  Germain, 1929
    - Genre Euomphalia  Westerlund, 1889
    - Genre Karabaghia  Lindholm, 1927
    - Genre Lejeania  Ancey, 1887
    - Genre Metatheba  Hesse, 1914
    - Genre Monacha  Fitzinger, 1833
    - Genre Oscarboettgeria  Lindholm, 1927
    - Genre Paratheba  Hesse, 1914
    - Genre Platytheba  Pilsbry, 1894
    - Genre Prostenomphalia  Baidashnikov, 1985
    - Genre Stenomphalia  Lindholm, 1927
    - Genre Szentgalya  Pintér, 1977

  - Tribu Trochoideini Nordsieck, 1987
    - Genre Actinella  Lowe, 1852
    - Genre Caseolus  Lowe, 1852
    - Genre Discula  Lowe, 1852
    - Genre Geomitra  Swainson, 1840
    - Genre Helicomela  Lowe, 1954
    - Genre Heterostoma  Hartmann, 1843
    - Genre Leptostyctea  Mandahl-Barth, 1950
    - Genre Plebecula  Lowe, 1852
    - Genre Pseudocampylaea  L. Pfeiffer, 1877
    - Genre Steenbergia  Mandahl-Barth, 1950
    - Genre Tectula  Lowe, 1852
    - Genre Trochoidea  Brown, 1827
    - Genre Xerocrassa
      - Espèce Xerocrassa gharlapsi  (Beckmann, 1987), espèce endémique de l'archipel maltais
- Sous-famille Geomitrinae
  - Genre Disculella Pilsbry, 1895
  - Genre Hystricella R.T. Lowe, 1855
  - Genre Lemniscia R.T. Lowe, 1855
  - Genre Moreletina Frias Martins, 2002
  - Genre Serratorotula Groh & Hemmen, 1986
- Sous-famille Hesseolinae Schileyko, 1989
  - Genre Hesseola Lindholm, 1927
- Sous-famille Hygromiinae Tryon, 1866
  - Tribu Hygromiini  Tryon, 1866
    - Genre Circassina  Hesse, 1921
    - Genre Cryptaxis  Lowe, 1954
    - Genre Fruticocampylaea  Kobelt, 1871
    - Genre Ganula  Gittenberger, 1970
    - Genre Helixena  Backhuys, 1975
    - Genre Hygromia  Risso, 1826
    - Genre Chilanodon  Westerlund, 1897
    - Genre Ichnusotricha  Giusti & Manganelli, 1987
    - Genre Katostoma  Lowe, 1854
    - Genre Kovacsia
    - Genre Leptaxis  Lowe, 1852
    - Genre Lindholmomneme  Haas, 1936
    - Genre Lozekia  Hudec, 1970
    - Genre Monachoides  Gude & Woodward, 1921
    - Genre Nienhuisiella Giusti & Manganelli, 1987
    - Genre Perforatella  Schlüter, 1838
    - Genre Portugala  Gittenberger, 1980
    - Genre Pseudotrichia  Likharev, 1949
    - Genre Pyrenaearia  Hesse, 1921
    - Genre Schileykoia  Hudec, 1969
    - Genre Urticicola  Lindholm, 1927
    - Genre Zenobiella  Gude & Woodward, 1921

  - Tribu Cernuellini  Schileyko, 1989
    - Genre Candidula  Kobelt, 1871
    - Genre Cernuella  Schlüter, 1838
    - Genre Kalitinaia  Hudec & Lezhawa, 1967
    - Genre Microxeromagna  Ortiz de Zarate, 1950
    - Genre Xeromunda  Monterosato, 1892
    - Genre Xeroplana  Monterosato, 1892
    - Genre Xerosecta  Monterosato, 1892
    - Genre Cryptosaccus  Prieto & Puente, 1994
    - Genre Helicotricha  Giusti, Manganelli & Crisci, 1992
    - Genre Hiltrudia  H. Nordsieck, 1993
    - Genre Ichnusomunda  Giusti & Manganelli, 1998
    - Genre Mengoana  Ortiz de Zarate, Lopez 1951
    - Genre Semifruticicola  A.J. Wagner, 1914
- Sous-famille Metafruticicolinae Schileyko, 1972
  - Genre Caucasocressa  Hesse, 1931
  - Genre Cretigena  Schileyko, 1972
  - Genre Metafruticicola  Ihering, 1892
- Sous-famille Paedhoplitinae Schileyko, 1978
  - Genre Angiomphalia Schileyko , 1978
  - Genre Paedhoplita Lindholm , 1927
- Sous-famille Ponentiniinae Schileyko, 1989
  - Genre Plentuisa  Puente & Prieto 1992
  - Genre Ponentina  Hesse, 1921
- Sous-famille Trichiinae Ložek, 1956
  - Tribu Trichiini  Ložek, 1956
    - Genre Caucasigena  Lindholm, 1927
    - Genre Diodontella  Lindholm, 1929
    - Genre Hygrohelicopsis  Schileyko, 1978
    - Genre Kokotschashvilia  Hudec & Lezhawa, 1969
    - Genre Leucozonella  Lindholm, 1927
    - Genre Nanaja  Schileyko, 1978
    - Genre Odontotrema  Lindholm, 1927
    - Genre Petasina  Beck, 1847
    - Genre Teberdinia  Schileyko, 1978
    - Genre Trichia  Hartmann, 1840
    - Genre Xerocampylaea  Kobelt, 1871

  - Tribu Helicellini  Ihering, 1909
    - Genre Cernuellopsis  Manganelli & Giusti, 1987
    - Genre Helicella  A. Férussac, 1821
    - Genre Helicopsis  Fitzinger, 1833
    - Genre Pseudoxerophila  Westerlund, 1879
    - Genre Xerolenta  Monterosato, 1892
    - Genre Xeropicta  Monterosato, 1892
    - Genre Xerotricha  Monterosato, 1892